# Cherchell
Cherchell (em árabe: شرشال) é uma comuna localizada na província de Tipasa, Argélia, 55 milhas a oeste de Argel. Sua população estimada em 2008 era de 48 056 habitantes.

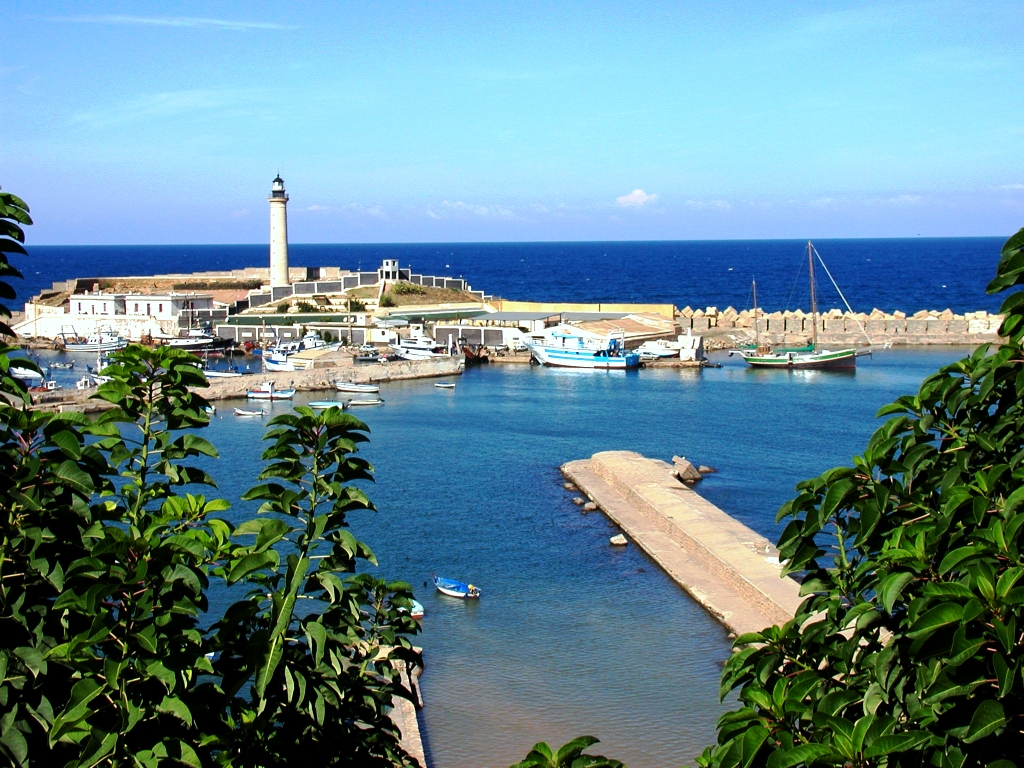
Porto de Cherchell